# Кочин, Николай Евграфович
Никола́й Евгра́фович Ко́чин (6 [19] мая 1901, Санкт-Петербург, Российская империя — 31 декабря 1944, Москва, РСФСР, СССР) — советский учёный в области математики и механики. Один из создателей современной динамической метеорологии, академик АН СССР (1939).

## Биография
Отец, Евграф Самойлович, происходил из крестьян, выходец из села Бакланова Ярославской губернии, был приказчиком в магазине Кожевникова. Мама — Елизавета Николаевна (в девичестве — Комарова) родилась в семье огородников в посёлке Средняя Рогатка под Петербургом. В семье Комаровых хранился портрет Ф. Шаляпина с дарственной надписью М. В. Комарову за помощь продуктами в голодные времена.
Николай был предпоследним, девятым, ребёнком (трое детей умерло в младенчестве). В детстве отличался серьёзностью, худобой и бледностью.
Рано, в 4 года, научился читать, в семье выписывались журналы «Нива» и «Родина».
В 6 лет знал таблицу умножения, поражал взрослых быстротой счёта.
В восемь лет был принят сразу во второй класс, привязанность к первой учительнице — Варваре Владимировне Кребер — сохранил на всю жизнь. В школе отличался абсолютной грамотностью. Представленный профессору Педагогической академии А. П. Нечаеву получил от него рекомендацию в коммерческое училище при Академии (со стипендией), однако, по семейным обстоятельствам по окончании начального училища поступил в Первую классическую гимназию. Отличался отличными успехами по всем предметам, за исключением рисования и пения.
В 1918 году, ввиду голода, работал огородником в артели вместе со старшей сестрой Анной.
Окончил Первую Петроградскую гимназию (1918) и поступил, не без влияния старшей сестры Анны, учившейся на математическом отделении Высших женских курсов, в Петроградский университет. В том же году был призван в армию, нёс охрану Петропавловской крепости.
В октябре 1919 года в составе полка выдвинулся на фронт к Ямбургу. В пути следования полк вступал в бои с белогвардейцами. В один из дней Кочин был отправлен комиссаром полка Виноградовым в тыл за газетами, а вернувшись в часть, обнаружил, что во время произошедшего в его отсутствие боя весь личный состав подразделения погиб.
В 1920 году получил направление в Петроградскую технико-артиллерийскую школу РККА. Служил в команде телефонной связи. Одновременно посещал лекции в Петроградском университете, где в это время преподавали Н. М. Гюнтер (анализ), А. А. Фридман (гидромеханика), В. А. Стеклов (уравнения математической физики), И. А. Лаппо-Данилевский (дифференциальные уравнения). Был привлечён В. И. Смирновым к разбору рукописей А. М. Ляпунова.
Окончил Петроградский (ныне Санкт-Петербургский) университет в 1923. Преподавал математику и механику в Ленинградском университете с 1924 по 1934 год.
В 1934 году в связи с переводом АН СССР в Москву переехал в Москву, учёный специалист в Математическом институте. Начал преподавать в МГУ имени М. В. Ломоносова.
С 1939 года и до своей смерти возглавлял отделение механики ИМАН.
Работы академика Кочина, осуществлённые в предвоенные годы, принесли большую практическую пользу в решении оборонных задач. Им был предложен метод решения плоской задачи о подводном крыле, получены формулы для расчёта сопротивления корабля с учётом взаимодействия корпуса корабля и воды. Во время Великой Отечественной войны Кочин осуществил разработку и решение комплекса задач по «теории круглого крыла», что давало возможность точно рассчитывать силы, действующие на крыло самолёта во время полёта.
В 1943 году заболел (рак кости), перенёс операцию по ампутации ноги.
31 декабря 1944 года умер в Москве от саркомы.

Могила Н. Е. Кочина на Новодевичьем кладбище в Москве

Похоронен в Москве, на Новодевичьем кладбище (участок № 4), надгробный памятник — скульптор П. П. Яцыно.

### Семья
В 1925 году женился на Пелагее Полубариновой (1899—1999), с которой познакомился ранее на почве взаимных научных интересов.
Дочери (двойня):
- Нина (1927—2003), зять Ш. А. Сергазиев.
- Ираида (1927—2021), зять математик и механик Г. И. Баренблатт (1927—2018), внучки — Надежда (род. 1957) и Вера (род. 1963).

## Научная деятельность
Известны труды Кочина в метеорологии, газовой динамике и в теории ударных волн в сжимаемых жидкостях. Провёл исследование точного решения для волн конечной амплитуды на границе раздела двух жидкостей конечной глубины (1928) и решил задачу о свободных волнах малой амплитуды на поверхности несжимаемой жидкости (1935). Впервые провёл качественное исследование задачи о распаде сильного разрыва в совершенном газе (1926).

## Труды
- Собрание сочинений. М.; Л., 1949. Т. 1-2.
- Theoretical hydromechanics, by N.E. Kochin, I.A. Kibel, and N.V. Roze. Translated from the fifth Russian ed. by D. Boyanovitch. Edited by J.R.M. Radok. Publisher: New York, Interscience Publishers (1965, 1964).
- Векторное исчисление и начала тензорного исчисления (девятое издание), Кочин Н. Е. (1965).
- Теоретическая гидромеханика (часть 1) (шестое издание, исправленное и дополненное), Кочин Н. Е., Кибель И. А., Розе Н. В. (1963).
- Теоретическая гидромеханика (часть 2) (четвёртое издание, переработанное и дополненное), Кочин Н. Е., Кибель И. А., Розе Н. В. (1963).

## Память
- В честь Николая Евграфовича и его жены, Пелагеи Яковлевны Кочиной, астрономом Крымской астрофизической обсерватории Л. Г. Карачкиной назван астероид 6763 Kochiny.

### Биографические статьи
- Кочин Николай Евграфович // Большая советская энциклопедия : [в 30 т.] / гл. ред.  А. М. Прохоров. — 3-е изд. — М. : Советская энциклопедия, 1969—1978.
- Biography in Dictionary of Scientific Biography (New York 1970—1990).
- Николай Евграфович Кочин (к 90-летию со дня рождения). // Прикл. матем. и механ. 55(4) (1991), 533—534.
- Николай Евграфович Кочин (к столетию со дня рождения). // Прикл. матем. и механ. 65(2) (2001), 179—182.

### Книги
- Н. Е. Кочин. М.; Л., 1948;
- Кочина П. Я. Николай Евграфович Кочин (1901—1944) / АН СССР. — М.: Наука, 1979. — 320 с. — (Научно-биографическая серия). — 11 600 экз.
- Кочина П. Я. Николай Евграфович Кочин: Математик и механик. — 2-е изд., перераб. и доп. — М.: Наука, Изд. фирма «Физ.-мат. лит.», 1993. — 240 с.
- Н. Е. Кочин и развитие механики: Сборник статей / Ред. А. Ю. Ишлинский. — М.: Наука, 1984. — 256 с.

### Некрологи
- Николай Евграфович Кочин // Прикл. матем. и механ. 9 (1945), 3-12.
- Кибель И.А. Николай Евграфович Кочин // Известия АН СССР. Отделение технических наук. — 1945. — № 3. — С. 109–114.
- Московский университет в Великой Отечественной войне. — 4-е, переработанное и дополненное. — М.: Издательство Московского университета, 2020. — С. 15, 79, 80, 81. — 632 с. — 1000 экз. — ISBN 978-5-19-011499-7.